# Rutsweiler am Glan
Rutsweiler am Glan ist eine Ortsgemeinde im Landkreis Kusel in Rheinland-Pfalz. Sie gehört der Verbandsgemeinde Kusel-Altenglan an.

## Geographie
Der Ort liegt am Glan am Fuß des Potzbergs im Kuseler Musikantenland in der Westpfalz. Im Norden befindet sich Altenglan, im Süden Theisbergstegen und westlich liegt Haschbach am Remigiusberg.

## Geschichte
Rutsweiler wurde im Jahr 1303 erstmals urkundlich erwähnt, als Graf Georg von Veldenz seine Zustimmung zur Überschreibung von Gütern in der Gemarkung durch Ritter Heinrich von Zweibrücken als Wittum für dessen Ehefrau gab. Zunächst Teil des Reichslandes, gehörte es dann zur Grafschaft Veldenz, Pfalz-Zweibrücken, Pfalz-Veldenz und schließlich ab 1733 zur Kurpfalz.
Nach 1792 hatten französische Revolutionstruppen die Region besetzt und nach dem Frieden von Campo Formio (1797) annektiert. Von 1798 bis 1814 gehörte das Dorf zum französischen Departement Donnersberg und war dem Kanton Wolfstein zugeordnet. Aufgrund der auf dem Wiener Kongress (1815) getroffenen Vereinbarungen und einem Tauschvertrag mit Österreich kam die Region 1816 zum Königreich Bayern. Ab 1818 war die Gemeinde Rutsweiler am Glan dem Landkommissariat Kusel im bayerischen Rheinkreis, später dem Bezirksamt Kusel zugeordnet, aus dem 1938 der Landkreis Kusel hervorging.
Von 1853 bis 1972 zählte Rutsweiler zur Bürgermeisterei Godelhausen bzw. Theisbergstegen. Nach der Gebietsreform in Rheinland-Pfalz gehörte Rutsweiler seit 1972 zur Verbandsgemeinde Altenglan, welche 2018 in der Verbandsgemeinde Kusel-Altenglan aufging.
Der 10. September 2001 ging als „Kerweschießen“ in die Ortsgeschichte ein. Eine der regelmäßigen Sprengungen im Steinbruch auf der gegenüberliegenden Seite des Glans war am Kerwemontag zu stark ausgefallen und setzte den Ort einem Steinhagel aus. Es gab keine Verletzten, aber Fensterscheiben, Fassaden, Gartenzäune und selbst Möbel wurden beschädigt.

## Politik

### Bürgermeister
Joachim Sander wurde bei der Direktwahl am 26. Mai 2019 für weitere fünf Jahre in seinem Amt als Ortsbürgermeister bestätigt. Er wurde im Juni 2024 wiedergewählt.

### Wappen
| Wappen von Rutsweiler am Glan | Blasonierung: „Auf grünem Dreiberg in Silber rechts ein blaues Merkurium-Zeichen, darüber ein ebenfalls blauer Reichsapfel, links ein rotbewehrter und rotbezungter blauer Löwe.“ |
| Wappen von Rutsweiler am Glan | Wappenbegründung: Das Wappen vereint die Geschichte des Dorfes mit seiner früheren wirtschaftlichen Bedeutung und der Lage am waldreichen Potzberg. Der Zugehörigkeit zum Reichsland und zu den verschiedenen pfälzischen Linien tragen Reichsapfel und Löwe, beide in den veldenzischen Farben Rechnung. Der markante Potzberg wird durch den grünen Dreiberg ausgedrückt. Das Merkurium-Zeichen erinnert an den Quecksilberabbau auf der Gemarkung. Das Wappen der Ortsgemeinde Rutsweiler am Glan wurde am 27. September 1978 von der Bezirksregierung Rheinhessen-Pfalz genehmigt. |

## Wirtschaft und Infrastruktur
Durch Rutsweiler führt die B 423. Im Südwesten befindet sich die A 62. In Altenglan und Theisbergstegen sind Bahnhöfe der Bahnstrecke Landstuhl–Kusel.